# Robert Anderson (generał major)
Robert Anderson, (ur. 14 czerwca 1805 w Hrabstwie Jefferson, zm. 26 października 1871 w Nicei, we Francji) – amerykański wojskowy, uczestnik wojny secesyjnej po stronie Unii.

## Życiorys
Urodził się w Jefferson County (Kentucky) na rodzinnej plantacji Soldier’s Retreat. Jego ojciec, Richard Clough Anderson, oficer Linii Kontynentalnej, po rewolucji przeniósł się do Kentucky, natomiast jego matka, Sarah Marshall Anderson, była drugą żoną Richarda. Robert ukończył West Point w 1825, zajmując 15. miejsce w klasie liczącej 37 kadetów. Mianowany podporucznikiem w 3 Dywizji Artylerii, przez pewien czas służył jako sekretarz swojego przyrodniego brata Richarda Clougha Andersona, Jr., który był ambasadorem USA w Kolumbii. W 1832 brał udział w wojnie Czarnego Jastrzębia, a w latach 1837–1838 walczył w wojnie z Seminolami.

## Kariera
Jako oficer dowodzący bronił Fortu Sumter przed atakami konfederatów w dniach 12–14 kwietnia 1861 w bitwie o Fort Sumter. Jesienią 1861 dostał awans na dowódcę polowego w Departamencie Kentucky.